# Peter Hausmann (Journalist)

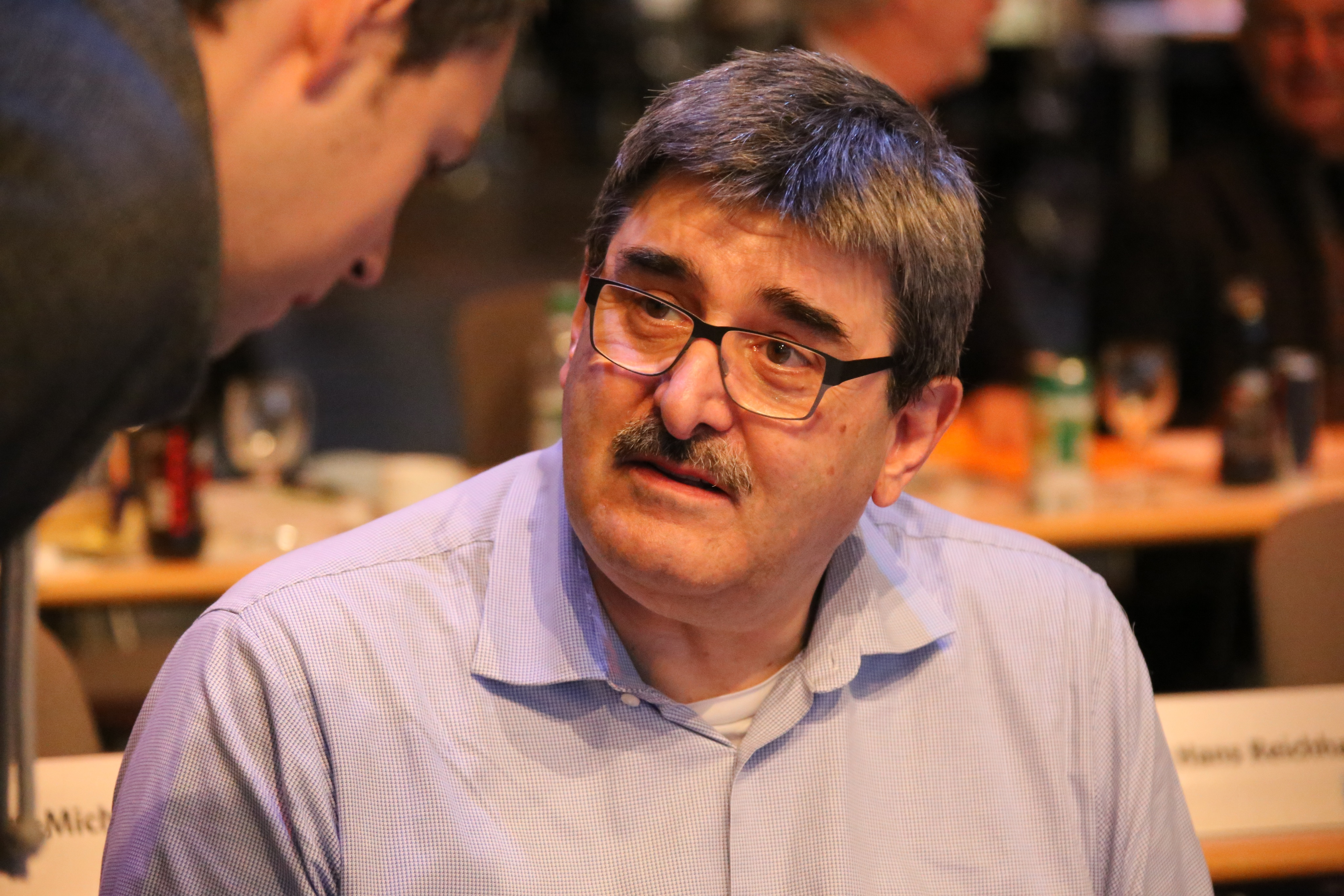
Peter Hausmann

Peter Hausmann (* 3. April 1951 in München) ist ein deutscher Journalist. Er war von 1994 bis 1998 Sprecher der Bundesregierung und Chef des Bundespresseamtes sowie von 2008 bis 2014 Chefredakteur des Bayernkurier.

## Lebenslauf
Peter Hausmann ist der Sohn von Fritz Hausmann. Er ist Mitglied der 12. Lehrredaktion der Deutschen Journalistenschule (DJS). Hausmann war Teilnehmer am ersten Modellversuch von DJS und Ludwig-Maximilians-Universität zur Journalistenausbildung. Anschließend war er als freier Journalist unter anderem für den Münchner Merkur und den Bayerischen Rundfunk tätig, wo er 1982 eine Festanstellung als Redakteur erhielt. Sein thematischer Schwerpunkt ist die Wirtschafts- und Sozialpolitik.
Neben der journalistischen Arbeit erhielt er mehrere Lehraufträge zu den Themen Interviewtechnik und Rundfunkjournalismus an der Deutschen Journalistenschule München, der Ludwig-Maximilians-Universität und an der Katholischen Universität Eichstätt.
1988 wurde Peter Hausmann kommissarischer Leiter der Wirtschaftsredaktion Hörfunk beim Bayerischen Rundfunk. Nach dem Tod von Franz Josef Strauß, Ende 1988, wechselte er zur CSU als Sprecher des CSU-Vorsitzenden, Bundesfinanzminister Theo Waigel. Ende 1992 kehrte er zum Bayerischen Rundfunk als Leiter der Wirtschaftsredaktion Hörfunk zurück.
1994 wurde Peter Hausmann Sprecher der Bundesregierung und Chef des Bundespresseamtes unter Bundeskanzler Helmut Kohl. Bis Mai 1998 war er als beamteter Staatssekretär Mitglied der Bundesregierung in Bonn. Am 25. Mai 1998 – rund vier Monate vor der Bundestagswahl – wurde er von Helmut Kohl in den einstweiligen Ruhestand versetzt. Laut Medienberichten erschien er als ein willkommenes Bauernopfer der schwarz-gelben Regierungskoalition, da die Meinungsumfragen für die Kohl-Regierung schlecht waren. So hatte es auch aus den Unionsparteien zuvor Kritik an seiner Arbeit gegeben. Seine Suspendierung hatte sich bereits vorher angekündigt; so berichtete Der Spiegel einen Monat vorher, dass Hausmanns Porträt „in der Reihe der Ehemaligen“ gehangen habe. Als Hausmann davon erfuhr, ordnete er an, das Bild wieder abzuhängen.
Von 1998 bis 2005 war Peter Hausmann Partner der Wirtschaftsprüfungs-, Steuer- und Unternehmensberatungsgesellschaft Deloitte & Touche, und im November 2005 wechselte er als Partner zur PR-Agentur Pleon.
Als Nachfolger von Peter Schmalz war er von 1. November 2008 bis 31. Oktober 2014 Chefredakteur der von der CSU verlegten Wochenzeitung Bayernkurier.

## Partei
Peter Hausmann ist Vorstandsmitglied des Ortsverbandes Laim-West der CSU.